# Circondario di Casoria
Il circondario di Casoria era uno dei circondari in cui era suddivisa la Provincia di Napoli.

## Storia
Con l'Unità d'Italia (1861) la suddivisione in province e circondari stabilita dal Decreto Rattazzi fu estesa all'intera Penisola.
Il circondario di Casoria venne soppresso nel 1926 e il territorio assegnato al circondario di Napoli.

## Suddivisione in mandamenti
Elenco dei mandamenti e dei relativi comuni:
- Mandamento di Casoria
Casoria, San Pietro a Patierno, Secondigliano, Arzano
- Mandamento di Caivano
Caivano, Crispano, Cardito
- Mandamento di Pomigliano d'Arco
Pomigliano d'Arco, Casalnuovo, Licignano
- Mandamento di Sant'Antimo
Sant'Antimo, Casandrino, Sant'Arpino
- Mandamento di Frattamaggiore
Frattamaggiore, Grumo Nevano, Pomigliano d'Atella
- Mandamento di Giugliano in Campania
Giugliano in Campania, Panicocoli, Qualiano
- Mandamento di Mugnano
Mugnano, Calvizzano, Piscinola, Melito
- Mandamento di Afragola
Afragola